# 5363 Kupka
5363 Kupka è un asteroide della fascia principale. Scoperto nel 1979, presenta un'orbita caratterizzata da un semiasse maggiore pari a 2,2407037 au e da un'eccentricità di 0,1752779, inclinata di 2,76947° rispetto all'eclittica.
L'asteroide è dedicato al pittore ceco František Kupka.